# Hugo Strömdahl
Karl Hugo Strömdahl, född 10 januari 1880 i Vadsbro församling i Södermanlands län, död 22 juni 1953 i Hedvig Eleonora församling i Stockholm, var en svensk guldsmed.
Hugo Strömdahl var son till mejeristen Hjalmar Julius Strömdahl och Ebba Amanda Fredrika Sundblad samt bror till civilingenjören Hjalmar Strömdahl, sonson till kyrkoherde Johan Strömdahl, farbror till brandingenjören Ingvar Strömdahl och arkitekten Arne Strömdahl. Efter avverkade studier vid läroverk och Tekniska skolan gick han från 1896 till 1900 i guldsmedslära hos juveleraren John Pettersson. Han praktiserade under fyra år hos AB Hertz som juvelsfattare samt bedrev studier i Berlin innan han 1905 startade egen juvelerarfirma där han var verksam fram till sin död. Bland hans verk märks ”Vasadiademet” vilket var Stockholmarnas gåva till prinsessan Märtha av Sverige då hon 1929 förlänades med sedermera kung Olav V av Norge. 1936 utnämndes han till hovjuvelerare. Han var även lärare vid Hantverksinstitutet.
Han gifte sig 1912 med Hildur Brolin (1892–1943) och fick två söner: hovjuveleraren Åke Strömdahl (1913–1974), vilken övertog firman, och köpmannen Hans Strömdahl (1916–1998). Han är begravd i familjegrav på Värmdö kyrkogård.